# Dobre-Kolonia
Dobre-Kolonia – wieś w Polsce położona w województwie kujawsko-pomorskim, w powiecie radziejowskim, w gminie Dobre. Wieś sołecka (zobacz BIP).
W latach 1975–1998 miejscowość należała administracyjnie do województwa włocławskiego.

## Demografia
Według Narodowego Spisu Powszechnego (III 2011 r.) liczyła 127 mieszkańców. Jest dwunastą co do wielkości miejscowością gminy Dobre.